# خطة البلد (فنزويلا)

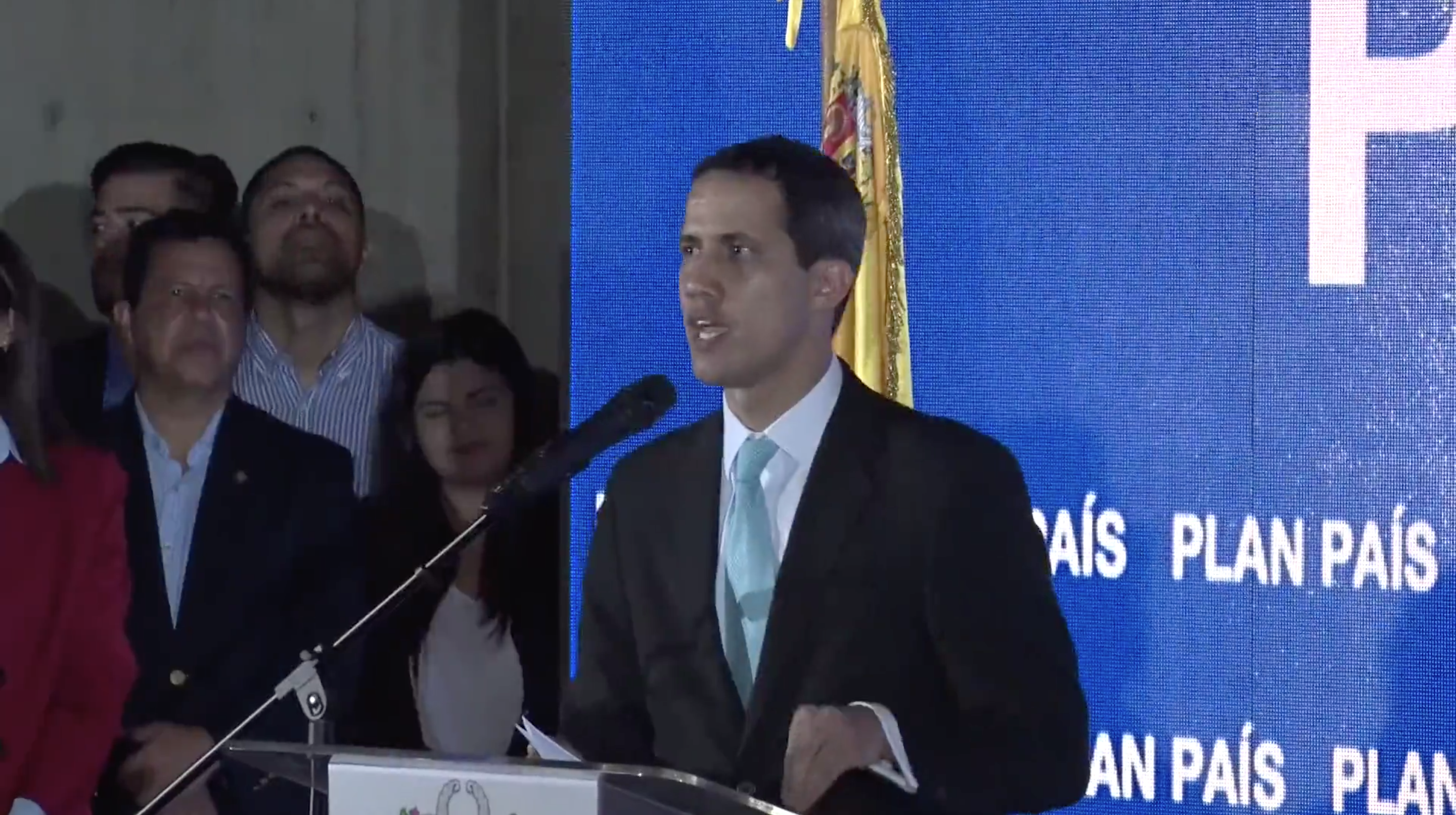
خوان غوايدو يقدم خطة الدولة في 31 يناير 2019

خطة البلد أو خطة للبلد (بالأسبانية: Plan País) هي عبارة عن خطة وضعها خوان غوايدو والجمعية الوطنية لفنزويلا تم إطلاقها لتنشيط اقتصاد فنزويلا وصناعة النفط والقطاعات الاجتماعية.

## الأصول
كانت خطة البلد قيد الإعداد لبعض الوقت وتم تطويرها في البداية من خلال سلسلة من الاجتماعات العامة والخاصة في الولايات المتحدة وفنزويلا. تمت استشارة خبراء من جميع القطاعات، من بينهم الاقتصادي ريكاردو هوسمان والسياسيين والدبلوماسيين بما في ذلك ليوبولدو لوبيز وجوليو بورخيس وكارلوس فيكيو إلى جانب غوايدو. شكر غوايدو معلمه ليوبولدو لوبيز، موضحًا أن كتابه طاقة فنزويلا قد ألهم لإطلاق مشروع خطة البلد.

## العرض
خلال الأزمة الرئاسية الفنزويلية عام 2019، أعلن خوان غايدو في 31 يناير أن الجمعية الوطنية لفنزويلا قد وافقت على لجنة لمواصلة تطوير وتنفيذ خطة إعادة إعمار فنزويلا، برئاسة النائب خوان أندريس ميخيا. تتوخى الخطة تقديم دعم حكومي لأضعف الفئات السكانية في فنزويلا، واستعادة الموظفين ذوي الخبرة - الذين أقالهم الرئيس السابق هوغو شافيز - إلى شركة النفط الوطنية الفنزويلية، وتحسين الاستثمار الأجنبي. وفقا لغوايدو فإن أهداف الخطة هي «تحقيق الاستقرار في الاقتصاد، وحضور الطوارئ الإنسانية على الفور، وإنقاذ الخدمات العامة، والتغلب على الفقر». استجابة للخطة، فقد احتوى المشروع على أحكام لتنشيط مؤسسة البترول الوطنية، واستعادة القطاع الصحي وتقديم المساعدة لأكثر الناس فقراً.
صرح المستشار الاقتصادي خوسيه غويرا أنه للحد من التضخم المفرط في فنزويلا يجب على الحكومة الانتقالية إزالة أسعار صرف العملات الثابتة، ووقف التضخم النقدي عن طريق الحد من عرض النقود في فنزويلا وإعادة تمويل الديون الخارجية. قدّر المستشار خوسيه تورو أن فنزويلا تحتاج إلى استثمار بقيمة 30 مليار دولار لتحقيق الانتعاش الاقتصادي. صرح المشرع في الجمعية الوطنية أنجيل ألفارادو: «لن نخفض الإنفاق، لن نعيش في تقشف، سنذهب إلى برنامج توسع لإعادة تنشيط الاقتصاد الفنزويلي». يتطلب تنفيذ الخطة خروج نيكولاس مادورو من الرئاسة.